# Stylonurus
Stylonurus és un gènere d'euriptèrides que va viure en el període Devonià mitjà, fa 390-400 milions d'anys. Era un animal marí que caminava pel fons. En cert sentit era semblant a un escorpí de terra, amb 4 parells de potes; tenia un parell de quelícers, tant el primer parell de potes i les tenalles tenien una espècie de pues com altres espècies d'euriptèrides més arcaiques com Mixopterus. La seva cua acabava en un agulló sense verí. Stylonurus va viure en els mars del Devonià, on hi havia gran varietat de crinoïdeus, placoderms, altres euriptèrides i sarcopterigis. També hi havia taurons primitius com Xenacanthus i Cladoselache (que possiblement s'haguessin alimentat d'ell), així com altres varietats de peixos que segurament van haver de servir-li d'aliment, com els ostracoderms i els acantodis.